# God Save the Rave
God Save the Rave je dvacáté studiové album německé skupiny Scooter. Bylo vydáno 16. dubna 2021. Obsahuje 29 songů na dvou CD.
Albu předchází singly „Rave Teacher (Somebody Like Me)“, „God Save the Rave“, „Devil's Symphony“, „Which Light Switch Is Which?“, „Bassdrum“, „FCK 2020“, „Paul Is Dead“, „We Love Hardcore“ a „Groundhog Day“.

## Seznam skladeb – CD1 (The Album)
| Pořadí | Název                                            | Délka |
| ------ | ------------------------------------------------ | ----- |
| 1.     | Futurum est Nostrum                              | 1:48  |
| 2.     | God Save the Rave (s Harris & Ford)              | 3:12  |
| 3.     | Never Stop the Show                              | 3:51  |
| 4.     | We Love Hardcore (s Dimitri Vegas and Like Mike) | 3:15  |
| 5.     | Paul is Dead (s Timmy Trumpet)                   | 2:55  |
| 6.     | Bassdrum (s Finch Asozial)                       | 2:55  |
| 7.     | Which Light Switch is Which?                     | 3:22  |
| 8.     | FCK 2020                                         | 3:29  |
| 9.     | Groundhog Day                                    | 2:53  |
| 10.    | Hang the DJ                                      | 3:16  |
| 11.    | Rave Teacher (Somebody Like Me) (s Xillions)     | 3:17  |
| 12.    | Анастасия                                        | 6:57  |
| 13.    | Devil's Symphony                                 | 3:05  |
| 14.    | These Days                                       | 4:03  |
| 15.    | Wand'rin' Star                                   | 3:59  |

## Seznam skladeb – CD2 – I Want You to Stream!
| Pořadí | Název                                                              | Délka |
| ------ | ------------------------------------------------------------------ | ----- |
| 1.     | Intro                                                              | 1:24  |
| 2.     | One (Always Hardcore)                                              | 4:15  |
| 3.     | The Logical Song                                                   | 4:49  |
| 4.     | Bora! Bora! Bora!                                                  | 3:50  |
| 5.     | My Gabber (s Jebroer)                                              | 3:47  |
| 6.     | God Save the Rave (s Harris & Ford)                                | 4:49  |
| 7.     | Fire                                                               | 4:36  |
| 8.     | How Much is the Fish?                                              | 3:52  |
| 9.     | The Age of Love (Live Version)                                     | 2:30  |
| 10.    | Fuck the Millennium/Call Me Mañana                                 | 5:39  |
| 11.    | J'adore Hardcore/Jumping All Over the World                        | 7:59  |
| 12.    | Maria (I Like It Loud)                                             | 5:01  |
| 13.    | Which Light Switch is Which?                                       | 4:29  |
| 14.    | Endless Summer/Hyper Hyper/Move Your Ass! (Noisecontrollers Remix) | 7:41  |